# Championnat d'Afrique du Nord de football 1950
Navigation
Édition précédente Édition suivante
La Ligue des champions de l'ULNA 1950 est la 24e édition du tournoi de la plus importante compétition nord-africaine des clubs et la 3e édition dans le format actuel de la Ligue des champions de l'ULNA.
Elle oppose les 5 meilleurs clubs nord-africains qui se sont champions dans leurs championnats respectifs la dernière saison.
La finale se déroule au Stade Vincent-Monréal, à Oran, en Algérie française le 28 mai 1950 où le club visiteur Wydad AC a battu les locaux d'USM Oran sur le score de 4-0, remportant ainsi son 3e titre consécutif et de son histoire aussi.

## Histoire
Le Wydad Athletic Club remporte ainsi la compétition pour la 3e fois de son histoire et permet au Maroc d'obtenir son 7e titre dans cette compétition. L'USM d'Oran est défait pour la 3e fois en finale dans cette compétition et pour sa ligue, il s'agit de la quatorzième défaite des clubs oraniens en finale.
Lors de cette édition, l'ULNA n'a fait intervenir que les cinq clubs champions des cinq nations membres :
- Wydad Athletic Club : Champion du Maroc 1949/1950
- USM Oran : Champion d'Oran 1949/1950
- Olympique d'Hussein-Dey : Champion d'Alger 1949/1950
- AS Bône : Champion de Constantine 1949/1950
- ES Sahel : Champion de Tunisie 1949/1950

Au total lors cette édition, cinq matchs ont été joués dont un match éliminatoire lors du phase des quarts de finale aux demis-finale, avec cinq participants des cinq fédérations différentes que sont la LMFA (Maroc), la LOFA (Oranie), la LAFA (Alger), la LCFA (Constantine) et la LTFA (Tunisie).
Lors de cette édition, l'U.L.N.A. a décidé de faire jouer le match de la consolation entre les deux équipes perdantes en demis-finale qui sont l'AS Bône et l'Olympique HD avant de faire jouer la finale, 28 mai 1950 au stade Vincent Monréal à Oran, et c'est donc le club de Hussein-Dey qui a pris l'honneur de se classer troisième après sa victoire sur le score de 2 buts à 1.

## Déroulement

### Quarts de finale
| Date        | Lieu                 | Lieu   | Locaux    | Score | Visiteurs |
| ----------- | -------------------- | ------ | --------- | ----- | --------- |
| 21 mai 1950 | Stade Henri-Cachelou | Sousse | Étoile SS | 1 - 3 | Wydad AC  |

### Demi-finales
| Date        | Lieu            | Lieu  | Locaux | Score | Visiteurs |
| ----------- | --------------- | ----- | ------ | ----- | --------- |
| 27 mai 1950 | Stade Municipal | Alger | OH Dey | 0 - 1 | USM Oran  |

| Date        | Lieu            | Lieu  | Locaux  | Score | Visiteurs |
| ----------- | --------------- | ----- | ------- | ----- | --------- |
| 27 mai 1950 | Stade Municipal | Alger | AS Bône | 1 - 2 | Wydad AC  |

### Consolation
| Date        | Lieu                  | Lieu | Locaux  | Score | Visiteurs |
| ----------- | --------------------- | ---- | ------- | ----- | --------- |
| 28 mai 1950 | Stade Vincent Monréal | Oran | AS Bône | 1 - 2 | OH Dey    |

### Finale
| Date        | Lieu                  | Lieu | Locaux   | Score | Visiteurs |
| ----------- | --------------------- | ---- | -------- | ----- | --------- |
| 28 mai 1950 | Stade Vincent Monréal | Oran | USM Oran | 0 - 4 | Wydad AC  |

| Ligue des champions de l'ULNA Vainqueur 1950 |
| -------------------------------------------- |
| Wydad AC 3e titre                            |

## Meilleurs buteurs
| Rang | Joueur    | Club            | Buts |
| ---- | --------- | --------------- | ---- |
| 1    | Driss     | Wydad AC (LMFA) | 4    |
| 2    | Chtouki   | Wydad AC (LMFA) | 2    |
| 3    | Hajjami   | Wydad AC (LMFA) | 1    |
| -    | Abdesslem | Wydad AC (LMFA) | 1    |
| -    | Affari    | Wydad AC (LMFA) | 1    |
| -    | Rachid    | ÉS Sahel (LTFA) | 1    |
| -    | Bonini    | OH Dey (LAFA)   | 1    |
| -    | Moussa    | USM Oran (LOFA) | 1    |
| -    | Belhanine | AS Bône (LCFA)  | 1    |
| -    | Perret    | OH Dey (LAFA)   | 1    |
| -    | Ripoll    | AS Bône (LCFA)  | 1    |